# Scott Oberg
Scott Michael Oberg (né le 13 mars 1990 à Tewksbury, Massachusetts, États-Unis) est un lanceur de relève droitier des Rockies du Colorado de la Ligue majeure de baseball.

## Carrière
Joueur des Huskies de l'université du Connecticut, Scott Oberg est repêché par les Rockies du Colorado au 15e tour de sélection en 2012.
Il fait ses débuts dans le baseball majeur comme lanceur de relève pour Colorado le 14 avril 2015 et remporte au terme de ce match face aux Giants de San Francisco sa première victoire au plus haut niveau.